# Georg Plate
Georg Plate (* 29. März 1950 in Lübeck) ist ein deutscher Manager im Bereich privater Hochschulen. Er war Gründungsrektor und langjähriger Vorstandsvorsitzender der privaten Fachhochschule Nordakademie.

## Leben
Plate studierte Wirtschaftsingenieurwesen an der Technischen Universität (TU) Berlin mit Abschluss Diplom-Ingenieur und Wirtschaftspädagogik an der Freien Universität Berlin mit Abschluss Diplom-Handelslehrer. Er promovierte 1977 an der TU Berlin bei Konrad Mellerowicz zum Thema Die Konkursbilanz.
Praktische Erfahrungen sammelte er bei einem Marktforschungsinstitut sowie in der Wirtschaftsprüfung und Unternehmensberatung, bevor er 1981 als Projektleiter an die Wirtschaftsakademie Schleswig-Holstein (WAK) wechselte. Dort baute er an der Berufsakademie Schleswig-Holstein den dualen Studiengang Wirtschaftsingenieurwesen auf. 1982 wurde ihm die Gesamtleitung der Berufsakademie Schleswig-Holstein übertragen; zugleich wurde er Mitglied der Geschäftsführung der WAK. Unter seiner Leitung stiegen die Studierendenzahlen in drei dualen Studiengängen von 160 auf rd. 940, unter der Beteiligung von rd. 300 Unternehmen. Die Berufsakademie Schleswig-Holstein bildete die Keimzelle der 2018 gegründeten Dualen Hochschule Schleswig-Holstein (DHSH).
1992 wurde er Gründungsrektor und Geschäftsführer der privaten Fachhochschule Nordakademie. 1993 wurde er zum Professor berufen und nahm an der Nordakademie Aufgaben in Lehre und Forschung wahr. 1996 erhielt die Nordakademie nach positiver Evaluation durch den Wissenschaftsrat vom Land Schleswig-Holstein die unbefristete Anerkennung als staatlich anerkannte private Fachhochschule. Zugleich wurde die Hochschule in das Hochschulförderungsprogramm des Bundes und der Länder aufgenommen und konnte mit dieser Förderung sowie mit Spenden aus dem Kreis ihrer Kooperationspartner einen eigenen Campus in Elmshorn finanzieren.
Neben drei dualen Diplom- bzw. Bachelorstudiengängen etablierte die Nordakademie Hochschule der Wirtschaft unter der Leitung von Plate als eine der ersten Fachhochschulen Deutschlands einen MBA-Studiengang unter Beteiligung internationaler Professorinnen und Professoren. Der Studiengang wurde 2001 als erster Studiengang überhaupt von der Foundation for International Business Administration Accreditation (FIBAA) mit dem Premium-Siegel ausgezeichnet. 2012 gehörte die Nordakademie zu den ersten Hochschulen bundesweit, die die Anforderungen an eine Systemakkreditierung erfüllten und somit berechtigt waren, neue Studiengänge in Eigenregie zu akkreditieren. 2013 übergab Plate das Amt des Präsidenten an Stefan Behringer, um sich neben seiner Tätigkeit als Vorstandsvorsitzender der Trägergesellschaft der Nordakademie dem Aufbau einer Zweigstelle der Hochschule in Hamburg zu widmen. Im spektakulären Gebäude des Hamburger Dockland baute Plate die Nordakademie Graduate School auf, die innerhalb von 5 Jahren mit 10 berufsbegleitenden Masterstudiengängen und über 800 Studierenden zur größten privaten Einrichtung in diesem Segment in ganz Norddeutschland wurde. Bis 2013 führte er in Doppelfunktion die Nordakademie als Vorstandsvorsitzender und Präsident, danach als Vorsitzender des Vorstands bis zum Eintritt in den Ruhestand im März 2018.
Zum 1. Oktober 2017 wurde Plate Vorstandsvorsitzender der von ihm initiierten Nordakademie-Stiftung.
Im März 2018 wurde Plate im Rahmen des 25-jährigen Jubiläums der Nordakademie im Beisein des schleswig-holsteinischen Ministerpräsidenten Daniel Günther in den Ruhestand verabschiedet. Zu dieser Zeit waren rd. 2.600 Studierende an der Nordakademie immatrikuliert. Über 7000 Alumni hatten bis zu diesem Zeitpunkt einen Diplom-, Bachelor- oder Masterabschluss erworben.
In der Zeit von Oktober 2018 bis Februar 2019 war Plate Aufsichtsratsvorsitzender der Nordakademie gAG. Bis September 2021 leitet er weiter die Nordakademie-Stiftung als Vorsitzender des Vorstandes.

## Publikationen (Auswahl)
- Die Konkursbilanz, Köln, Berlin, Bonn, München 1978 (2. Aufl. 1981), ISBN 978-3-452-18989-9.
- Marketing in der Konkursabwicklung, KTS, 1980, S. 101–111
- Entscheidung zwischen sofortiger Stilllegung und einstweiliger Unternehmensfortführung auf der Grundlage einer Deckungsbeitragsrechnung, KTS, 1981, S. 325–348
- Was können private Hochschule besser als die öffentlichen?, Das Hochschulwesen, 1995, S. 173–175
- Ergebnisse einer Befragung von Unternehmen zu Erfahrungen mit der Studienreform im Rahmen des Bologna-Prozesses (gemeinsam mit J. Meier), ebd.,S. 237–248
- als Hrsg.: Forschung für die Wirtschaft 2011. Shaker Verlag, 2011, ISBN 978-3-8440-0684-1.
- als Hrsg.: Forschung für die Wirtschaft, Düren und Göttingen 2012
- Hochschulrankings und Akkreditierungen – welches Verfahren hilft bei der Beurteilung der (Studien-)Qualität einer Hochschule? (Gemeinsam mit C. Frantz), ebd., S. 381–405
- Forschung für die Wirtschaft (Hrsg.), Göttingen 2013
- 20 Jahre duale Studiengänge – ein Erfahrungsbericht. In: Forschung für die Wirtschaft. Cuvillier Verlag, 2013, ISBN 978-3-95404-632-4.
- Wesentliche Elemente eines Qualitätssicherungssystems für Studium und Lehre – ein Praxisbeispiel. In: Winfried Benz, Jürgen Kohler, Klaus Landfried (Hrsg.): Handbuch Qualität in Studium und Lehre. 2. Auflage. Stuttgart, Raabe Verlag, 2013, ISBN 978-3-8183-0207-8.
- mit C. Frantz: Die Bedeutung der Bologna Qualifikationsziele in Leitbildern deutscher Hochschulen. In: Forschung für die Wirtschaft 2011. Shaker Verlag, 2011, ISBN 978-3-8440-0684-1.
- als Hrsg.: Forschung für die Wirtschaft 2014. Cuvillier Verlag, 2015, ISBN 978-3-95404-948-6.

## Gründung der Georg-Plate-Stiftung (GPS)
2015 gründete er die gemeinnützige Georg-Plate-Stiftung (GPS), die Projekte in den Bereichen Bildung, Wissenschaft und Kultur fördert. Den Vorstand der Stiftung bildet er gemeinsam mit seiner Ehefrau Christiane Plate.

## Ehrenämter (Auswahl)
- Georg Plate Stiftung (GPS) – Vorsitzender des Vorstandes[2]